# 康斯坦丁·克拉夫丘克
康斯坦丁·克拉夫丘克（Konstantin Kravchuk，1985年2月23日—）是一位俄羅斯職業網球運動員。

## 外部連結
- 康斯坦丁·克拉夫丘克（英文/西班牙文）的官方資料
- 康斯坦丁·克拉夫丘克的國際網球總會 職業／青少年 官方資料（英文）
- 康斯坦丁·克拉夫丘克的官方資料（英文）